# حزقيال أنطونيو مارتينيز
حزقيال أنطونيو مارتينيز (بالإسبانية: Juan Antonio Martínez Arroyo)‏ (25 مايو 1944 في إسبانيا - ) هو لاعب كرة سلة إسباني في مركز الهجوم خلفي، شارك في الألعاب الأولمبية الصيفية 1968. ولعب مع سي بي إستوديانتس.

## وصلات خارجية
- حزقيال أنطونيو مارتينيز على موقع الاتحاد الدولي لكرة السلة (الإنجليزية)
- حزقيال أنطونيو مارتينيز على موقع سبورتس رفرنس (الإنجليزية)
- حزقيال أنطونيو مارتينيز على موقع أوليمبيديا (الإنجليزية)